# Реторсия (философия)
Реторсия — способ доказательства, при котором явно высказанное опровергается неявными условиями акта высказывания. Если явное (тематическое) высказывание противоречит имплицитному (нетематическому) условию акта высказывания, то оно противоречит себе самому. Такое противоречие в схоластике называется противоречием в исполнении (contradictio exercita). Согласно Э. Корету, реторсия является основным элементом трансцендентального, особенно метафизического мышления. Реторсия как метафизический способ доказательства противопоставляется формально-логическим методам, которые, будучи отвлечёнными и ограниченными, не принимая во внимание реальное событие исполнения акта высказывания (и поэтому не имея возможности схватить в нём нетематически соположенное знание), не приближаются к действительности бытия.
Реторсию как способ доказательства использовал ещё Аристотель для обоснования закона противоречия (отрицание этого закона противоречит самому себе в исполнении высказывания).
В юриспруденции реторсией называются ответные действия государства на дискриминационные действия другого государства.
Согласно словарю иностранных слов, под реторсией понимается способ опровергнуть противника его же доводами.